# Parc de l'Amérique-Latine
 (août 2018).
Si vous disposez d'ouvrages ou d'articles de référence ou si vous connaissez des sites web de qualité traitant du thème abordé ici, merci de compléter l'article en donnant les références utiles à sa vérifiabilité et en les liant à la section « Notes et références ».
Le parc de l'Amérique-Latine (ou parfois parc Ulric-Joseph-Tessier) est un espace vert de Québec, au Canada.

## Caractéristiques

### Généralités
Le parc s'étend sur environ 1,2 ha dans la basse-ville de Québec. Il occupe un espace grossièrement rectangulaire, d'environ 140 m de long sur 100 m de large, délimité au nord par l'embouchure de la rivière Saint-Charles, au sud par le palais de justice, à l'ouest par l'autoroute Dufferin-Montmorency et à l'est par le boulevard Jean-Lesage.

### Statues
Le parc est orné par près d'une dizaine de statues de personnalités d'Amérique latine (et d'Haïti), dont plusieurs ont été offertes au Québec par des pays de cette région des Amériques.
On y trouve en particulier deux statues équestres, qui se font face :
- une statue équestre de Simón Bolívar (es) ; ce moulage d'une sculpture du sculpteur italien Adamo Tadolini est offert en 1983 par le Venezuela.
- une statue équestre de Bernardo O'Higgins, offerte par le Chili et inaugurée en 2007.

Le parc accueille également une statue en pied de Toussaint Louverture, inaugurée en 2010 et offerte par l'Association haïtienne de Québec.
Les autres statues sont des représentations en buste :
- buste de José Gervasio Artigas (2011, offert par l'Uruguay) ;
- buste de Juana Azurduy de Padilla (2010, œuvre de Xavier Portugal offerte par la Bolivie) ;
- buste de Juan Pablo Duarte (2013, offert par la République dominicaine) ;
- buste de l'amiral péruvien Miguel Grau (2012) ;
- buste de José Martí (2007, offert par Cuba) ;
- buste de Juan Montalvo (2007, offert par l'Équateur).

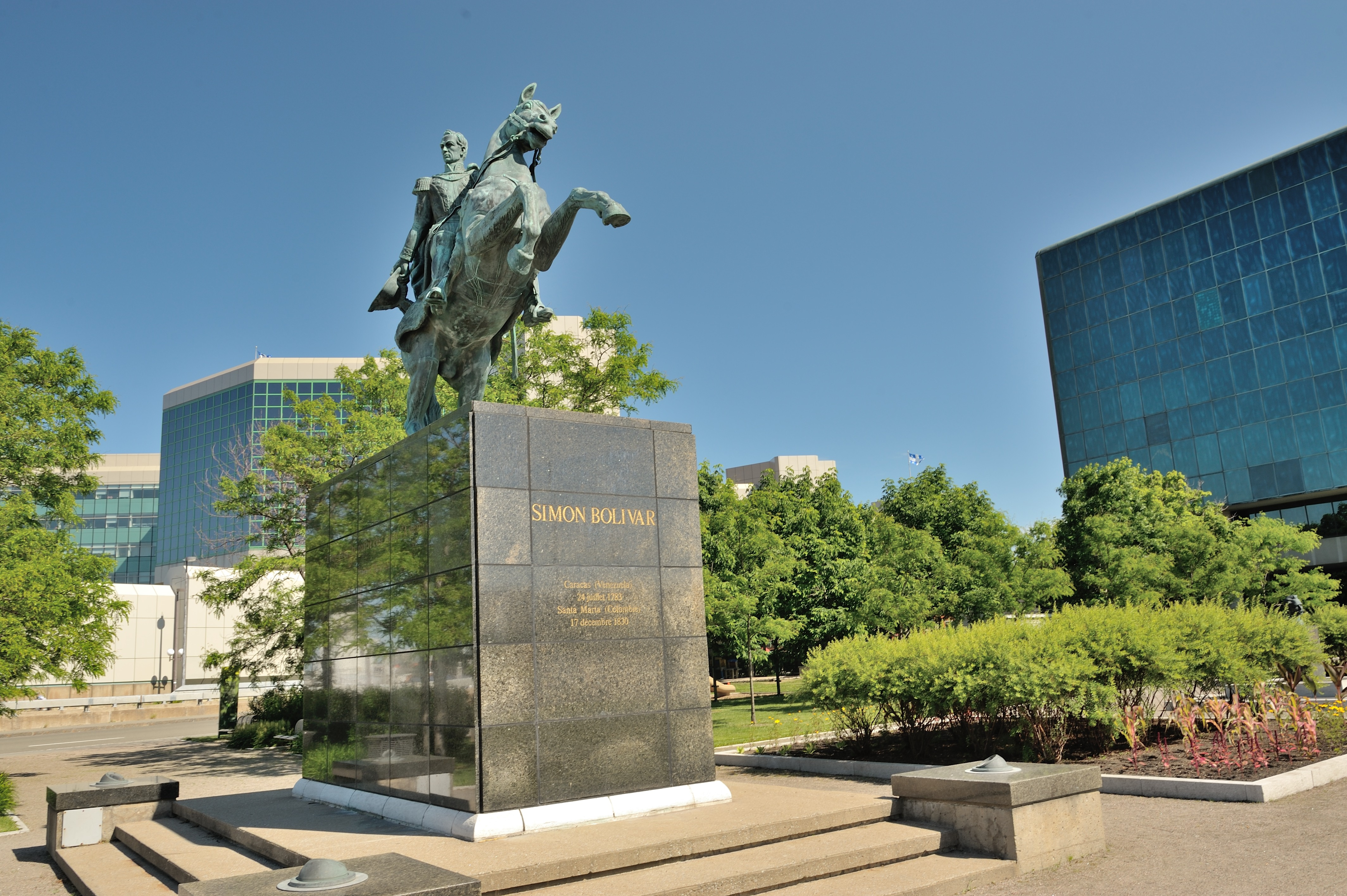
Simón Bolívar
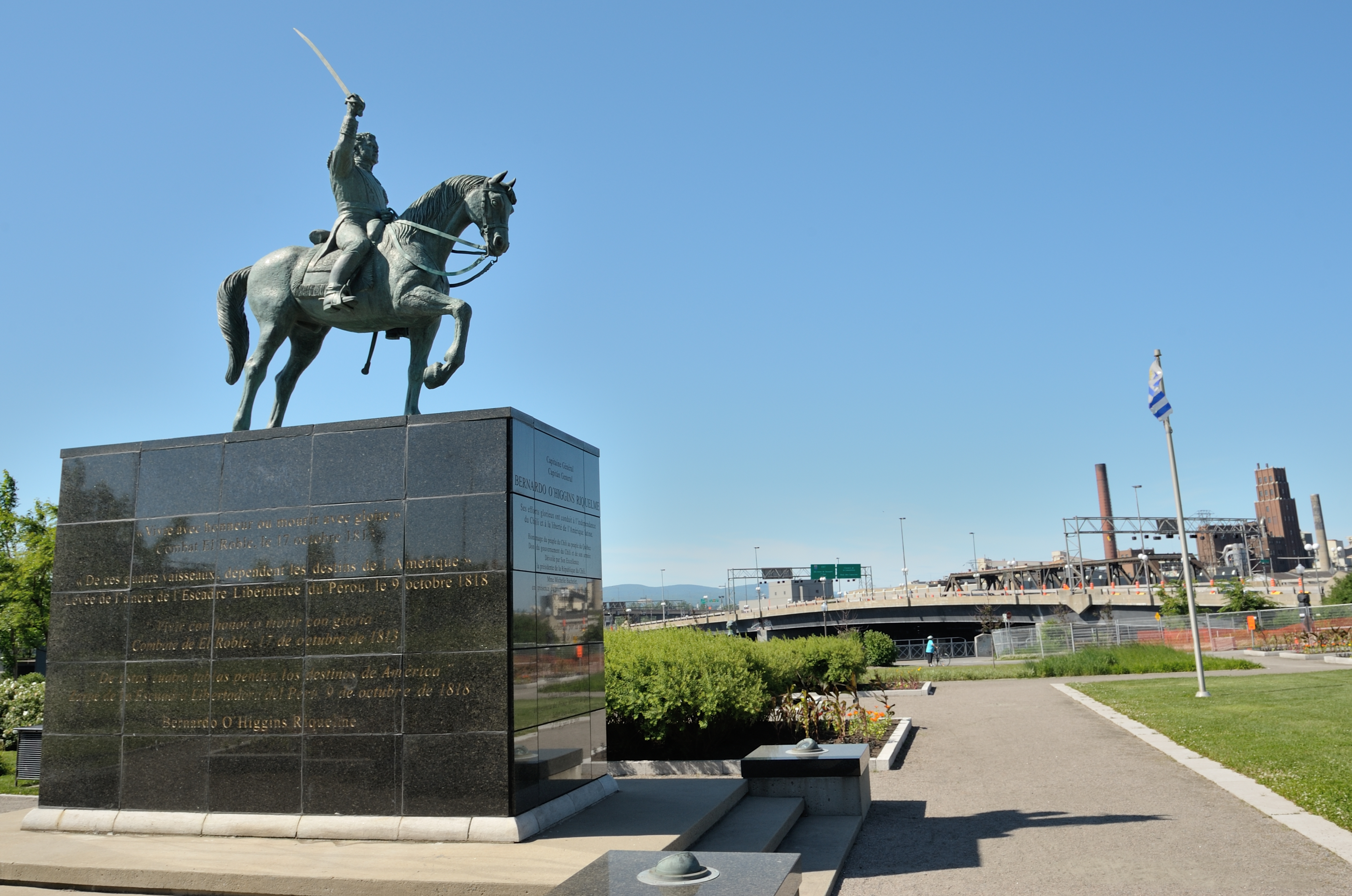
Bernardo O'Higgins
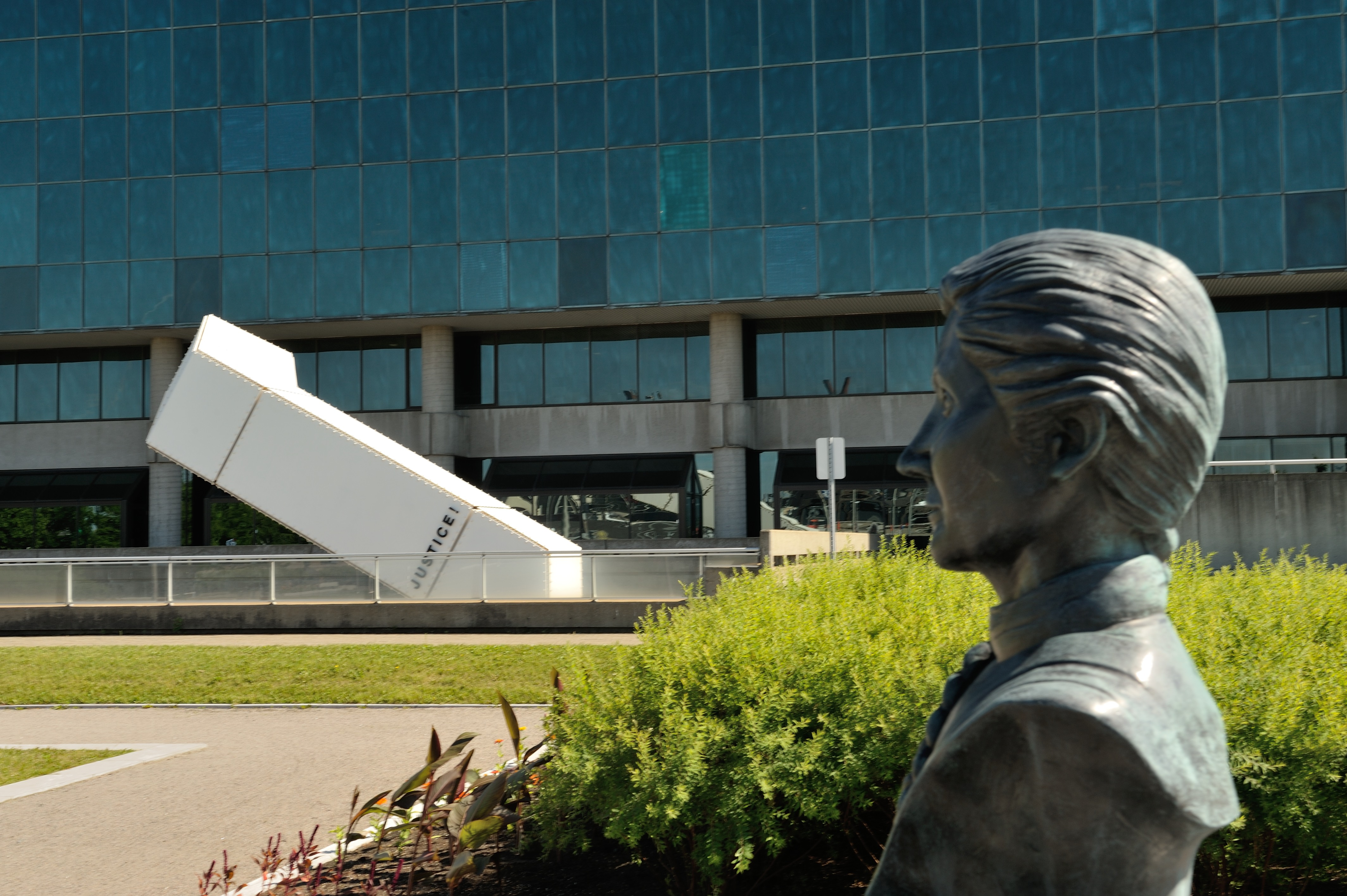
Juana Azurduy de Padilla
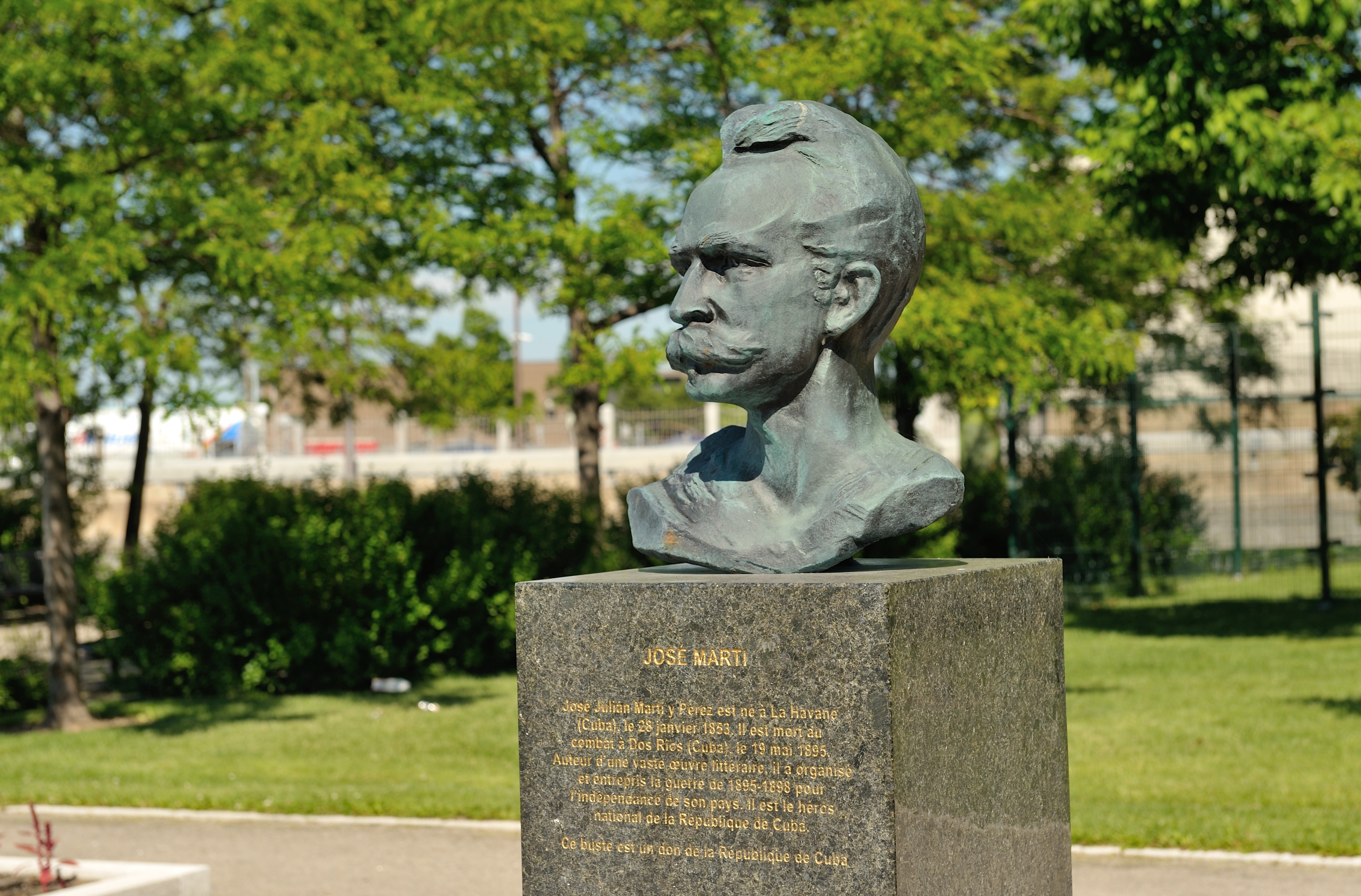
José Martí

## Historique
Le parc de l'Amérique-Latine est inauguré en 1995. Il a été créé pour souligner les liens entre le Québec et l'Amérique latine.